# Бригада (телесериал)
«Бригада» — российский криминальный телесериал 2002 года; состоит из 15 серий, охватывающих события в период с 1989 по 2000 годы. В центре сюжета история четырёх друзей, объединившихся в преступную группировку, лидером которой стал Александр Белов (Саша Белый). Телесериал снят кинокомпанией «Аватар фильм». Премьера состоялась 23 сентября 2002 года на телеканале «Россия».
Фильм стал режиссёрским дебютом Алексея Сидорова и принёс широкую известность исполнителям главных ролей — Сергею Безрукову, Андрею Панину и Екатерине Гусевой, а также Дмитрию Дюжеву, Владимиру Вдовиченкову и Павлу Майкову. Несколько ролей второго плана в фильме исполнили «звёзды» старшего поколения актёров (Валентина Теличкина, Александа Назарова, Николай Ерёменко-младший (последняя роль в кино), Виктор Павлов, Александр Белявский, Михаил Жигалов и др).
«Бригада» позиционируется как «Российская гангстерская сага». По словам режиссёра Алексея Сидорова, ориентиром для него служили такие классические фильмы, как «Крёстный отец» и «Однажды в Америке», но в первую очередь — «Лицо со шрамом».

## Сюжет

### Пролог (в начале 1 серии)
Сериал начинается с флешфорварда — сцены взрыва автомобиля, в которой чуть не погибают Белов и двое его друзей (зима 1997 года) и которая фактически становится «началом конца» «Бригады». После сцены аварии события в сериале излагаются в хронологическом порядке начиная с 1989 года.

### Лето-осень 1989 года (1—4 серии)
1 серия
Сержант пограничных войск КГБ СССР Александр Белов (Саша Белый), проходящий срочную службу на границе с Афганистаном, увольняется в запас и возвращается домой, в Москву. Его приветствуют три верных друга детства — взбалмошный мажор и сын профессора астрофизики Космос Холмогоров (Кос), хитроватый и предприимчивый Виктор Пчёлкин (Пчёла) и спокойный спортсмен Валерий Филатов (Фил). За время, что Саша, сын овдовевшей небогатой матери, служил, Фил успел стать мастером спорта СССР по боксу, а Космос и Пчёла — заняться рэкетом на московских рынках. Они пытаются убедить Сашу присоединиться к ним, но Белов отказывается — он хочет поступить в институт и стать вулканологом.
Белов узнаёт, что его девушка Лена Елисеева не дождалась его из армии. Он хочет выяснить, что случилось, и находит Лену на дискотеке. Но в их разговор вмешивается её новый ухажёр — мелкий авторитет Сергей Мухин (Муха). В завязавшейся драке Белов пробивает ему голову кастетом, после чего Сашу начинают избивать люди Мухи, но подоспевшие вовремя Фил, Пчёла и Космос выручают друга.
Банда, к которой принадлежит Муха, требует голову Белова или Космоса. Белый в одиночку идёт к банде и предлагает им другой вариант — сразиться с Мухой один на один в поединке, ибо требовать жизнь человека, который не затевал конфликт — это беспредел и недостойно. Муха видит только один путь решения конфликта — убить Белого, а тот, в свою очередь, кровопролития не желает.
В состоявшемся по правилам бое побеждает Белов. После этого он окончательно расстаётся с Леной.
Двоюродный брат Мухи — старший лейтенант милиции Владимир Каверин — находящийся всё время в стороне от конфликта, но участвующий в незаконной деятельности банды, включает Белова и его друзей в число личных врагов.
2 серия
После победы над Мухой Александр Белов продолжает жить в стороне от криминала и по-прежнему планирует поступить в горный институт. Он так же едет покупать себе собаку, во время покупки которой знакомится с известным каскадёром и киноактёром Александром Иншаковым. Саша не подозревает, что попал в список личных врагов Каверина.
Фил на очередном медосмотре узнает, что у него появились симптомы болезни Паркинсона, и что с боксом ему придется завязать. Врач намеренно сообщает Филу ложную информацию, чтобы рекрутировать перспективного парня для участия в подпольных боях без правил, где оставшийся не у дел Фил может хорошо заработать под закат карьеры.
Друзья приходят поддержать Фила. Там же оказывается и Муха. Когда на арене начинается массовая драка, он решает отомстить за своё поражение и убить Белова, но неожиданно погибает сам от пистолетного выстрела неизвестного.
В ходе осмотра места убийства Каверин забирает пистолет как вещественное доказательство. Он твёрдо намерен отомстить за брата.
Каверин фальсифицирует материалы следствия, а в ходе обыска подкидывает пистолет Белову. Космос, случайно ставший понятым, видит в окно возвращающегося домой Белова. Он подписывает протокол обыска, после чего выскакивает во двор, успевает предупредить Сашу и вывезти его на дачу друзей своего отца, где тот должен затаиться. Маясь от безделья, Саша обращает внимание на соседний дом, где готовится к выступлению юная скрипачка Ольга Сурикова. Саша влюбляется в неё.
3 серия
Космос, Пчёла и Фил вызываются следователем для дачи показаний, на допросе они отрицают причастность Белова к убийству. Космос, Пчёла так же отрицают свое присутствие на подпольном бое, утверждая, что были на Воробьевых горах с девушками. Фил признается в участии в боях. Белов, пренебрегая конспирацией, едет за Олей в Москву, где присутствует на её выступлении в консерватории. Молодые люди знакомятся, Оле нравится непосредственный, но уверенный в себе парень. Они вместе идут на вокзал, где у девушки ломается каблук, но пока Саша его ремонтирует, Оля замечает листовку «Внимание! Розыск!» с фотороботом Белова и уезжает. Мама Саши хочет помочь сыну, её сестра советует обратиться к отцу Космоса — Юрию Ростиславовичу, который является членом-корреспондентом Академии наук СССР и имеет много связей в советской элите. Несмотря на противодействие мачехи Космоса, им всё же удаётся встретиться, Юрий Ростиславович соглашается помочь.
Друзья решают развлечь себя и Сашу и приглашают на дачу девушек-спортсменок, с которыми устраивают вечеринку. Из-за громкой музыки бабушка Оли звонит местному участковому — лейтенанту Виктору Никитину. Придя на место, Никитин видит курящего у окна Белова. Вернувшись в отделение, он замечает сходство замеченного им человека с фотографией находящегося в розыске по обвинению в убийстве преступника, звонит в Москву и просит подкрепление.
4 серия
Космос и Фил уезжают на машине за спиртным. Вызванный участковым ОМОН оцепляет дачу, Саша отказывается сдаться, начинается стрельба. Пчёла и Белов убегают с дачи в лес, но Саша получает ранение. Тем временем академик Холмогоров обзванивает всех своих родных и знакомых: он пытается отмазать Белова, а заодно и своего сына, так как инстинктивно чувствует, что Космос тоже причастен как минимум к укрывательству. Пчёла и Белов натыкаются на участкового, обезоруживают его, связывают и уезжают вместе с ним на его же машине. Возвращающиеся из Москвы Космос и Фил подбирают Пчёлу и раненого Сашу. Они отпускают участкового, пообещав ему 5 тысяч рублей за молчание — он ничего плохого им не сделал, убивать его незачем.
На рассвете все четверо оказываются на смотровой площадке Ленинских гор, где раненый Белов даёт своим друзьям клятву верности до конца. Юрию Ростиславовичу удаётся договориться о прекращении уголовного преследования Белова, но он советует матери Саши отправить сына подальше от Москвы на полгода-год.

### Весна-лето 1991 года (4—6 серии)
4 серия
Через два года Белый уже активно занимается рэкетом вместе с Космосом, Пчёлой и Филом, а Фил, познакомившись через друга с Иншаковым, также работает каскадёром и играет эпизодическую роль немецкого офицера в фильме про войну. Его друзья приходят на площадку, посмотреть на съёмки. Белов говорит, что пора начинать вести более серьёзные дела. Друзья понимают, что их доходы незначительны, и решают рэкетировать большую торговую компанию «Курс-Инвест», угрожая завязанному с криминалом хозяину компании Артуру Лапшину с целью ввести своего человека в учредители. Артур вынужден согласиться, и Белов отправляет к нему своего юриста, но того жестоко избивают люди Артура.
В качестве мести Белый срывает у Артура крупную сделку, украв состав с алюминием из Таджикистана. Представители «крыши» Артура (как вскоре выясняется, сотрудники КГБ) решают силой заставить Белова вернуть товар. Но Белов в противостоянии с несколькими вооруженными сотрудниками спецслужб проявляет редкое хладнокровие и выдержку, разоружает их, угрожая гранатой, и уходит невредимым. Сотрудник Комитета государственной безопасности Игорь Введенский признаёт талант и удачу Белова и предлагает взять молодого человека в разработку, следя за его дальнейшими шагами.
5 серия
Артура заставляют работать с Белым его покровители. Это известие разочаровывает Лапшина, однако он всё же вписывает Пчёлкина в состав учредителей компании.
Саша и Оля женятся. Пчёла, Фил, и Космос дарят молодым квартиру в доме на Котельнической набережной и на свадебном торжестве исполняют песню из кинофильма «Генералы песчаных карьеров». Но в брачную ночь молодые чуть не погибают из-за устроенной ловушки-растяжки, к которой прикреплена граната-«лимонка». Саша вовремя замечает угрозу и ему почти удаётся обезвредить её, но из-за соседской собаки граната падает, и Саша сбрасывает её вниз на лестницу, где и происходит взрыв. Взбешённый Белов избивает Пчёлу, но друзей удаётся разнять.
Ночь друзья проводят у отца Космоса. В результате придуманной Космосом операции друзья находят крота-предателя, которого убивают, а затем закапывают в лесу. Кротом был человек Каверина, который, после того как тело было найдено, просит начальство поручить ему дело о найденном трупе, чтобы использовать его против Белова. Становится ясно, что за покушением стоит Каверин. Но Белов считает, что это дело рук исключительно Лапшина. О Каверине, его связи с Артуром и желании первого уничтожить Белова по-прежнему никто из друзей не знает.
Друзья идут к Лапшину и пытаются выяснить у секретарши Людмилы, где тот находится, запугивая её в том числе изнасилованием. Но девушка не рассказывает им, что Лапшин в последний момент перед приходом Белова успел спрятаться в туалете, и что с ним так же прячется и Каверин. Лапшин от страха пьёт водку, тогда как Каверин держит пистолет наготове и собирается стрелять в Белова и его людей, если они попытаются проникнуть в туалет. Артуру звонят из Таджикистана на оставленный на столе телефон, Пчёла грубит звонящему. Человек на линии обещает, что разберётся с (как ему кажется) человеком Артура и с самим Артуром. Друзья уходят, после чего Каверин пишет от имени Артура заявление в милицию о вооружённом нападении со стороны Белова.
6 серия
Ольга после окончания консерватории не смогла начать музыкальную карьеру. Обеспеченная жизнь супруги теневого бизнесмена ей быстро наскучила, и в поисках самореализации она начинает общаться со своим бывшим однокурсником Виталиком Сухотским, который играет с группой в ресторанах.
Между тем таджикские поставщики алюминия приезжают разобраться с возникшими проблемами. Во время стрелки Белов узнаёт в их лидере своего армейского друга Фархада Джураева (Фару). Разборка прекращается, не начавшись. Москвичи и таджики решают работать вместе, вдобавок поставки алюминия решают использовать для транспортировки героина из Таджикистана. Для празднования сделки «Бригада» и люди Фарика отправляются в ресторан «Узбекистан», где в тот момент, когда Саша показывает фотографию своей жены друзьям, на сцену в составе группы выходит Оля. Белов шокирован тем, что его жена работает в кабаке. Между супругами происходит словесный конфликт.
Тем временем Игорь Введенский связывается с Беловым и требует, чтобы Россия была лишь транзитом для наркотиков, а весь груз шёл в Европу. Также Введенский решает обезвредить чересчур ретивого Каверина и сообщает о его криминальных связях и коррумпированности начальнику — генералу Чуйкову. Каверин является на доклад к руководителю, сообщает, что раскрыл дело о неопознанном трупе в лесу: это дело рук группировки Белова, на которого также есть заявление бизнесмена Лапшина. Но в момент, когда Каверин чувствует себя практически победившим Белова, он получает от генерала Чуйкова скандал и требование уволиться.
Белов соглашается на требование Введенского по трафику наркотиков. Артуру Лапшину приходится эмигрировать в Дюссельдорф. «Курс-Инвест» переходит к Белову.
Каверин, уволенный из милиции, проникается к Белову ещё большей ненавистью и в тот же день устраивает дома пьяный дебош.
Оля сталкивается с настойчивыми ухаживаниями Сухотского, отвергает его и получает порцию оскорблений. В разгар ссоры появляется Белов и ставит Виталика на место, ломая тому нос. Оля и Саша мирятся.
К Белову в «Бригаду» приходит новый человек — телохранитель Макс Карельский.
Тем временем наступили дни августовского путча, за которыми последовали распад СССР и образование новой России.

### Осень 1993 — зима 1993-1994 года (7—8 серии)
7 серия
Дни разгона Съезда народных депутатов и Верховного Совета России. Белов возвращается из США, где он был по делам. Оля вот-вот должна родить. Друзья встречают Сашу в аэропорту. В это же время в Москву приезжает и Фара, которого таджикские старейшины отправили, чтобы он всё же договорился с Беловым о продаже наркотиков в Москве: из-за невозможности сбыта в столице все теряют большие деньги. Преследующему защитников Дома Советов России ОМОНу под горячую руку попадается вся «Бригада» Белова и Фара. Их задерживают и отвозят в Бутырскую тюрьму.
В камере, куда определяют друзей, много других задержанных во время октябрьских событий. Там находится и Каверин в компании своих новых друзей: одним из них является авторитет Бек, крышующий охранную фирму, организованную ментом после его увольнения из МВД.
Благодаря вмешательству Введенского и МБ, Белова освобождают. Выйдя из тюрьмы, он узнаёт, что у него родился сын Иван. По дороге в больницу герои видят, как грузовики везут тела погибших людей на улицах Москвы в ту ночь, тех, кому меньше повезло, чем им.
Фархад предъявляет Саше претензии старейшин. Белов повторно отказывает в том, чтобы сбывать наркотики в Москве через его людей. Он не может рассказать не только Фархаду, но даже Пчёле, Филу и Косу о своих связях с Введенским, поэтому его отказ выглядит непродуманным и оскорбительным даже для друзей. Фара же обижается и уходит.
Каверин продолжает следить за Беловым, из дома напротив он записывает при помощи лазерного подслушивающего устройства все разговоры в офисе, и узнаёт о ситуации с наркотиками из Таджикистана.
Затем Каверин сообщает Беку информацию о том, что «какой-то левый азиат» продаёт крупную партию наркотиков, и тот посылает своих людей купить наркотики у Фархада. Для подстраховки Фархада Космос предлагает Саше послать с ним своих людей, но Фархад отказывается от помощи. Во время осуществления сделки на чёртовом колесе на ВДНХ Фархада и его подручных убивают люди Бека.
8 серия
Белый узнаёт о смерти Фархада и, вопреки советам друзей, отправляется в Таджикистан на поклон к отцу Фархада и убеждает его, что невиновен в смерти друга, показывает фото своего новорождённого сына и клянется найти и наказать виновных в смерти Фархада. Таджики отпускают Белова. Каверин ведёт двойную игру: приносит Беку деньги и наркотики убитого Фархада, а сам сдаёт Бека «Бригаде» Белова. Вскоре банду Бека и самого Бека убивают люди Белова. Затем Каверин передаёт спецслужбам компромат на «Бригаду» Белова. Введенский не даёт компромату ходу, но решает использовать Каверина как противовес активно развивающейся «Бригаде» Белова.

### Осень 1994 года (8—9 серии)
8 серия
Осень 1994 года, Саша заводит знакомство с Виктором Зориным, человеком, близким к Администрации президента РФ. Он активно налаживает с ним связи, играет в теннис. Через Зорина Саша хочет получить права на беспошлинную торговлю, чтобы постепенно легализоваться и отойти от криминала. Каверин знакомится с Космосом и сводит того с вором в законе Лукой. Лука через Холмогорова предлагает Белову выгодный бизнес по отправке в находящуюся в предвоенном состоянии Чечню оружия. Саша объясняет Космосу, что не заинтересован в продаже оружия, это может помешать его планам по легализации.
На Белова организуется покушение на глазах жены, сына и матери. От пуль его спасает Фил, который носит бронежилет и закрывает друга своим телом (перед этим показывают сцену, как Белов говорит Филу о том, что у них всё легально и предлагает сменить бронежилет на жилет от «Versace»).
9 серия
Макс, ставший за год телохранителем, увозит жену и сына Белова по его приказу в безопасное место в Подмосковье, а сам Белов и Филатов прячутся на специально — на такой случай — заведённой тайной квартире, где даже окна изнутри заложены кирпичами.
Мать Белова мучается от неизвестности, к ней приходит сестра Катерина.
Про покушение рассказывают по телевидению. Каверин ведёт Космоса к Луке, который предлагает сделку: если Саша откажется от условий Луки, то будет убит. Космос рассказывает всё Саше, поскольку не хочет предавать его. В это время Оля обнаруживает у Ивана тонзиллит, требующий оперативного вмешательства. Макс вывозит их из убежища, они едут в маленькую местную больницу, где мальчику делают операцию. Люди Луки выслеживают их и окружают больницу, Макс в одиночку охраняет жену и ребёнка Белова, становясь на пороге с двумя автоматами и угрожая пристрелить любого, кто рискнёт сделать хоть шаг в сторону больницы.
У Каверина с Лукой происходит конфликт интересов — первый выступает против устранения Белова на повышенных тонах, что выводит уголовника из себя и тот ставит бывшего милиционера «на место».
Лука звонит Белову и повторяет ультиматум, сообщая, что его семья находится в заложниках. Он предлагает встретиться и переговорить, но на самом деле хочет избавиться от Белова, приказав Каверину покончить с ним. Каверин нанимает профессионального киллера-снайпера. Но снайпер, по приказу Каверина, стреляет в самого Луку, а Фил и Пчёла добивают телохранителей. После этого Саша встречается с Кавериным и Введенским: последний говорит, что ситуация вышла из-под контроля из-за отказа участвовать в поставках оружия, Белов должен благодарить Каверина за спасение, и дальнейшие инструкции он получит от него же.
Мать Белова не справляется с переживаниями после покушения на сына и умирает от инфаркта. Саша приходит ночью в опустевшую квартиру матери и просит у неё прощения.

### Зима-весна 1995 года (10—11 серии)
10 серия
Идёт первая чеченская война. Белов выполняет свою часть договора и обеспечивает поставку оружия чеченцам, параллельно мучаясь от того, что потом из него убивают российских солдат, таких же парней, каким он сам был всего несколько лет назад. Космосу тоже не нравится сложившаяся ситуация, сын академика подсаживается на кокаин и в запале озвучивает Саше те претензии, которые тот и сам к себе имеет. Пчёла занимается финансовой частью сделок и оценивает складывающуюся ситуацию положительно. Между Космосом и Пчёлой копится напряжение, перерастающее в открытый конфликт. Космос и Пчёла дерутся, но их разнимает Фил.
Заключив очередную сделку по поставке оружия боевикам, пристрастившийся к алкоголю Белов отправляется в казино, куда через некоторое время прибывает и Фил. Там Фил знакомит друга с известным продюсером фильмов Андреем Кордоном и его подругой, актрисой Анютой. Анюта хочет очаровать богатого и влиятельного авторитета Белова, поскольку Кордон является гомосексуалистом и держит возле себя Анюту ради имиджа. Белов, чье душевное состояние оставляет желать лучшего, не против интрижки.
Каверин приезжает развеяться в то же казино и во время пьяного, но откровенного, разговора признаётся Белову, что давно ненавидит его, и что именно он в 1989 году его подставил, подбросив пистолет, а также обвиняет Белова в том, что лишился из-за него любимой работы. При этом Каверин не признаёт своего мелочного сотрудничества с преступниками и коррумпированности во время работы в МВД. Разозлившись, Белов разбивает бутылку шампанского об голову Каверина и после вспыхнувшего скандала уезжает с Анютой.
Каверин едет в Чечню с очередной партией оружия, планируя по возвращении решить вопрос с Беловым окончательно. Космос в наркотическом опьянении попадает в ДТП и его отвозят из больницы к отцу, куда приходит и Белов. Во время откровенного разговора Космос признаётся: это он в 1989 году застрелил Муху во время массовой драки на боях без правил, чтобы спасти жизнь Белому. Саша прощает Космоса, хотя и понимает, что именно этот случай повернул его жизнь не лучшим образом.
Четвёрка друзей ожидает звонка, что сделка по поставке оружия прошла успешно. Внезапно российский армейский спецназ уничтожает грузовики с оружием и всех сопровождающих, в числе которых находится Каверин. Друзья теряют прибыль в размере 11 миллионов долларов США. Но на фоне гнева Пчёлы, переживаний Фила и даже Космоса, Белов выглядит удивительно спокойным. Позже он приезжает к Виктору Зорину. Становится ясно, что Белов сам сдал груз: воспользовавшись противостоянием ФСБ и Администрации Президента, Белов решается на этот шаг, чтобы избавиться и от Каверина, и от опеки Введенского. Виктор Петрович (представитель Администрации Президента), получивший, благодаря сорванной поставке, одобрение на «самом верху», гарантирует Белову свою поддержку: пока они в связке, его никто не тронет, даже ФСБ.
Белов не знает, что Каверин выжил: тому чудом удалось избежать смерти, после его подбирает БТР, и Каверин выдаёт себя за мирного жителя. Российские бойцы спасают жизнь человеку, который поставлял оружие их врагам.
11 серия
Белов решает нормализовать отношения с Введенским, что ему удаётся. Фил сообщает Белову об убийстве Влада Листьева.
Оля возвращается в Москву, где узнаёт, что у Белова появилась женщина на стороне.

### Зима 1997 года (11—12 серии)
11 серия
Фил выступает в роли каскадёра в новом фильме-аналоге американского «Горца». После одного удачного трюка он просит у Анюты видеокамеру, чтобы показать этот трюк маленькому Ване Белову.
Пчёла готовится отбыть за границу, где планируется очередная сделка. Он прощается с родителями и едет в стриптиз-клуб «Dolls», где ведёт с друзьями переговоры насчёт новой сделки по инвестированию денег, в том числе иностранных, в кавказскую нефть.
Белов относится к этой сделке равнодушно. Пчёлу это обижает, он привычно цапается с Космосом и всё же решает лететь на переговоры в Берлин.
В аэропорт Пчёла едет не с «Бригадой», а с партнёрами-кавказцами, Белов и Кос садятся в машину Фила.
Следующая сцена повторяет ту, с которой, как с флешфорварда, начинался фильм. Фил везёт Белова и Космоса, внезапно у всех троих начинают странно себя вести стрелки часов, а по радио слышатся помехи. Саша понимает, что в машине заложена бомба. Он и Космос выпрыгивают на ходу, но Фил, пытаясь избежать столкновения с другими машинами и спасти жизнь ни в чём не повинным людям, выпрыгивает чуть позже и через мгновение их «Mercedes-Benz W140» взрывается (в первой серии на этом месте начинаются титры и история лета 1989 года).
В результате взрыва Фил получает тяжелые ранения, его везут в госпиталь, где несколько часов оперируют. Космос убеждает Сашу, что во всём виноват Пчёла, так как он отказался ехать с ними именно в этот момент, а в случае их смерти всё досталось бы ему. Белов отправляет начальника своей охраны Шмидта в аэропорт найти и привезти Пчёлу. Но Пчёла, как только узнаёт о случившемся, сам возвращается из аэропорта в Москву, отменив поездку.
Он понимает, что виновным скорее всего считают его. И решает прибегнуть к помощи Оли. На такси он видит её машину и начинает следовать за ней. Пчёла по телефону просит Олю, чтобы она не говорила, кто ей звонит, Максу, и просит остановить у аптеки, в которой они смогут поговорить, незаметно для телохранителя. Пчёла уверяет Олю в своей невиновности и просит «в любом случае» передать это Саше. Затем они пытаются восстановить всё, что произошло в тот день с Филом: куда он ездил на своей машине, что делал. Макс всё же замечает Олю и Пчёлу в аптеке и звонит Шмидту, который по приказу Белова забирает Пчёлу.
12 серия
Пчёлу привозят к Белому, он не может доказать свою невиновность. Но Филу требуется редкая группа крови (третья отрицательная), которая совпадает с его группой крови. Пока Пчёла отдаёт свою кровь Филу, Белов, понимая, что от него ждут наказания «предателя» и, не желая этого, тянет время, прося Космоса дать попробовать кокаину. Кокаин не действует на Белова.
Тем временем Оля вспоминает, что утром, просматривая на видео трюк с отрубленной головой, она заметила на видеозаписи кое-что подозрительное. Но камера уже находится у Анюты. Оля едет к любовнице мужа и забирает камеру. Она приезжает в больницу, где между ней и мужем сначала происходит скандал, а потом показывает ему и Косу видеозапись: по случайности, после съёмки трюка Анюта не выключила камеру. Фил положил камеру в машину работающей, благодаря чему на запись попал момент, когда в машину подложили взрывчатку. Это сделал лично Андрей Кордон, который растратил выделенные Филом на съёмки деньги и решил таким образом избавиться от человека, способного создать ему проблемы. Белов и Космос бегут к Пчёле и просят о прощении. Пчёла прощает друзей. После спавшего напряжения друзья напиваются медицинского спирта. Оля входит в кабинет и говорит, что операция завершена, но Фил в коме.

### Зима 1998 года (12—13 серии)
12 серия
Начался 1998 год. Фил всё ещё в коме. Врачи предлагают его жене Тамаре дать разрешение на эвтаназию. Белов против этого, но соглашается перевести Фила в другую клинику. Также он решает отомстить за друга.
У Кордона происходит удачная премьера фильма, на которой он замечает симпатичного парня с цветами, напоминающего гомосексуалиста. Они едут в гей-клуб, но когда машина останавливается в тёмном переулке, парень передаёт Кордону привет от Саши Белого и убивает его, задушив удавкой.
Убийство знаменитого кинопродюсера вызывает большой шум в прессе и разговоры про участие мафии. Прочитав в газете про убийство, Ольга понимает, что здесь замешан Саша, который к тому же не прекратил отношения с Анютой. Оля забирает Ивана и уезжает из дома.
Шмидт, Пчёла и Космос встречаются в ресторане с парнем, нанятым для убийства Кордона, и договариваются об оплате. Потом тот уходит, а когда выходят и они трое, внезапно появившиеся СОБРовцы арестовывают их, избивают и везут в лес, где заставляют копать себе могилу, а потом стреляют из автоматов поверх голов. После этого СОБРовцы уходят, а грязные Шмидт, Пчёла и Космос пешком возвращаются в город, пока их не подбирает грузовик для перевозки овощей. Саша едет к Тучкову — командиру СОБРа — и пытается качать права, но тот резко ставит Белого на место: несмотря на покровительство Администрации Президента и ФСБ, Белов своим самосудом перешёл допустимую грань. Саше лишь удаётся забрать нательный крестик Космоса, который был отобран СОБРовцами.
13 серия
Белов встречается с Зориным. Чиновник ещё раз подчёркивает, что «расстрел» был мерой устрашения из-за убийства Кордона, намекая, что есть люди, которые могут сокрушить Белова и его «Бригаду», если он будет забываться.
Саша приезжает к Ольге на дачу, скандалит и даже пытается взять её силой, но вовремя останавливается. Белов уходит с горьким осознанием, что его семейная жизнь, кажется, закончилась. На улице посёлка он встречает того самого участкового лейтенанта Никитина, который чуть было не задержал его в 1989-м и которого они с Пчёлой захватили вместе с машиной. В поселковом отделении милиции они выпивают и вспоминают молодость. Также Никитин успевает рассказать печальную историю о том, как изменилась его жизнь за 8,5 лет.
После неудачного задержания «Бригады» его уволили из МВД СССР и он в течение четырёх месяцев жил без работы. От денег Белова лейтенант отказался и начал работать челноком — возил кожаные куртки из Турции. Кроме того, ему почти удалось жениться, но спокойной жизни не вышло: ему проломили голову и семь месяцев он пролежал в больнице. Далее экс-участковый пробовал заниматься бизнесом, но попал в крупные неприятности и был вынужден отдать все своё имущество за долги, а жена сбежала. За это время распался Советский Союз («А страна-то уже не та… Да и нету её уже, страны-то этой…»), Никитин успел повоевать в бывшей Югославии в составе отрядов русских добровольцев, но все же сумел восстановиться на прежнем месте, в прежних звании и должности (но уже в МВД России), благодаря усилиям своего влиятельного сослуживца.
Никитин показывает Белову то самое объявление из 1989 года, на котором изображено лицо Саши и написано, что его разыскивает милиция. Саша хочет сделать копию этой листовки себе на память, но замирает, увидев на стене избирательный плакат Каверина с надписью: «Он воевал, теперь он строит». Он понимает, что Каверин выжил в Чечне, и его настроение резко портится.
Белов решает сам вступить в избирательную гонку и стать депутатом, получить законный статус, и победить Каверина.

### Зима 1999 года (13—15 серии)
13 серия
В кабинете Белова за изображением герба находят жучок (прослушивающее устройство). В рамках избирательной кампании Каверину снимают постановочное фото для газеты: он в яме, чеченские боевики направили на него стволы автоматов. Введенский даёт Каверину биографию одного офицера, погибшего в Чечне, и говорит, что теперь это его (Каверина) новая биография, которую ему нужно заучить наизусть. Фото печатается вместе со статьёй «Из чеченского плена в думское кресло» в одной из газет, которую Белов читает Космосу и Пчёле, когда они посещают Фила в больнице. Внезапно аппаратура, регистрирующая сердцебиение, начинает пищать, медсестра выводит ребят из палаты.
Сам Белов работает с электоратом по-другому. Он пробует помириться с Ольгой, так как его имиджмейкеры советуют для пиара показать публике свою семью. Позже Белов заходит к Филу в палату и видит там множество докторов, что-то обсуждающих. Он подходит к Филу. У Фила открыты глаза — видимо, он начинает выходить из комы. Саша шепчет: «Брат, ты меня слышишь?». Фил слышит его, а по его щеке течет слеза. Все друзья собираются в палате у Фила и радуются его «возвращению».
14 серия
Каверин пытается очернить Белова и заказывает листовки с надписью «Братва рвётся к власти» и изображением Белова с пистолетом в руке.
Во время совместного ужина Белов говорит Оле о планах победы на выборах и просит её вернуться уже не для имиджа, а по-настоящему. Оля отвечает согласием, но хочет, чтобы Саша поухаживал за ней. Саша ведёт её на ту дачу, где он скрывался в 1989 году, они вспоминают начало своей любви. Оля прощает Сашу.
На провокацию Каверина Белов не поддаётся, и люди Каверина захватывают от имени Белова типографию и сжигают напечатанные листовки: всё обставлено так, как если бы бандиты решили уничтожить компромат на своего босса.
На следующий день после погрома типографии на пресс-конференции неожиданно появляется Артур Лапшин и говорит, что банда Белова в своё время украла у него работу и родину, заставив эмигрировать в 1991 году.
В это время люди Белова дарят подарки неимущим, сам он финансирует строительство церкви.
Приближаются выборы. Кандидатов приглашают на телевизионные дебаты в прямом эфире, который смотрят также Фил, который всё ещё в больнице и очень слаб, и его жена Тамара. Во время дебатов Белов и Каверин задают друг другу вопросы насчёт тёмного прошлого друг друга. Белов спрашивает Каверина, почему его уволили из милиции, но тот увиливает от ответа. Сам Каверин решает продемонстрировать видеозаписи, свидетельствующие об уголовном прошлом Белова, но вместо кассеты Каверина на экранах появился эпизод из фильма «Крёстный отец»: Белов был предупреждён о компромате и кассету вовремя подменили.
После этого инициативу берёт Саша и говорит, что должны были показать — это одна из тех видеосъёмок, которые могут время от времени появляться на экранах и которые относятся к его прошлому. Он говорит, что то, что он делал в той обстановке начала 1990-х, было навязано ему сверху. Он, простой парень из народа, без связей, без покровителей, как и все жители страны, оказался в ситуации, когда им пришлось делать выбор, к которому никого из них не готовили. Белов сделал свой выбор, он об этом не жалеет, но теперь с этим покончено. Сейчас он намерен избираться, чтобы приструнить тех, кто поставил его сограждан перед таким выбором. Все находящиеся в студии проникаются речью Белова и аплодируют ему. Также аплодирует и Каверин, но видно, что делает он это нехотя, работая на камеру.
Приходит день выборов. Начинается подсчёт голосов. Саша ждёт результатов в своём офисе, где организован предвыборный штаб. В самый последний момент на последнем избирательном участке Саша набирает достаточно голосов, чтобы обогнать Каверина. Александр Белов становится депутатом Государственной думы.
В офисе Белова все веселятся и отмечают победу на выборах. Космос неожиданно для себя делает предложение руки и сердца Люде (бывшей секретарше Артура, много лет работающей с Беловым и ребятами). В эту ночь все хотят начать новую жизнь. Саша уезжает за Олей. Выйдя встречать гостей, Космос и Пчёла видят подъехавшего Макса, который выходит из машины и убивает Космоса и Пчёлу. Бросив нож и перчатки на землю, Макс скрывается на машине в неизвестном направлении, снося шлагбаум на огромной скорости на глазах у Саши и Оли, которые подъезжают к офису. Саша и Оля выходят из машины и идут во двор, где находят тела Космоса и Пчёлы. Они в шоке.
15 серия
Вслед за гибелью Космоса и Пчёлы Белов узнает об убийстве Фила и Тамары в больнице. На стене палаты Белов обнаруживает для себя кровью написанное послание: «Жри, тварь». Макса нигде не могут найти. Белов приезжает во двор к Каверину и расстреливает его квартиру из пулемёта. Каверин и Артур Лапшин, пьянствовавшие в квартире, в последний момент успевают спрятаться. Каверин залегает на дно.
Виктор Петрович Зорин просит Сашу не мстить, однако Белов дает понять что не намерен его слушать. Зорин говорит своему помощнику, что Белов «ему надоел», и приказывает от него избавиться. Саша встречается с Введенским, который подтверждает подозрения Белова: Максим Карельский, которому Саша многие годы доверял жену и сына, который не раз спасал их и самого Белова, на самом деле был «кротом» Каверина, и в минуту наивысшего триумфа выполнил приказ своего настоящего хозяина. Введенский требует не мстить: слишком хрупок мир между силовиками и бандитами. С Беловым через Шмидта связываются многие преступные авторитеты и просят «не включать ответку», однако Белов на повышенных тонах объясняет Шмидту, что будет мстить и объясняет мотив будущей мести расплатой за своих убитых друзей, которых он знал с детства. После Саша приезжает к Юрию Ростиславовичу Холмогорову, где они вместе выбирают фотографию для памятника Космосу. Юрий Ростиславович также просит Белова отказаться от мести. Саша остается безучастен ко всем просьбам.
Белов посещает морг, где стоят четыре гроба. Он кладёт в руки каждого, кроме Тамары, их пистолеты (ТТ — у Космоса; Colt.45 — у Пчёлы; АПС — у Фила) и прощается с друзьями. Утром должны состояться похороны. Друзья и родственники собираются на отпевание. Саша решает ехать на «Линкольне» Космоса, его первой иномарке, которую тот приобрёл ещё в 1989 году («Такая только у меня и Майкла Джексона!»). К Саше приезжает какой-то человек и говорит, что всем надо надеть бронежилеты. Шмидту, начальнику своей охраны, Саша говорит, что он не имеет к нему никаких претензий, но этот человек теперь новый начальник его охраны. Саша просит Шмидта поехать на кладбище и ждать его. Когда Шмидт приезжает, похороны уже почти начались.
Белов с семьёй едут по трассе в «Линкольне». Их преследуют журналисты. Когда кортеж въезжает на мост, по приказу нового начальника охраны один из автомобилей сопровождения перегораживает дорогу машине журналистов. Но, пока их останавливали, в кортеж Белова вклинивается посторонняя машина, обгоняет Линкольн, первая проезжает мост, после чего останавливается, а вышедший из неё человек в маске стреляет из гранатомёта по машине Космоса, где находятся Саша, Оля и их сын.
Панихида остановлена известием о смерти Белова. Журналисты, заснявшие убийство всей семьи известного бизнесмена, авторитета и новоизбранного депутата Госдумы, передают запись в телеэфир. На кладбище в полном потрясении стоят отец Космоса, родители Пчёлы, тетя Саши и бабушка Оли. Шмидт клянется в том что он не предавал Белова («Саша, видит Бог, это не я!»).
Зорин после звонка исполнителя, видит репортаж об убийстве Белова и его семьи по телевизору.
Каверин приходит в убежище, где всё это время прятался Макс и выпускает его, бросив на пол связку ключей.

### Весна 2000 года (15 серия)
Каверин и его люди, уверенные, что «Бригады» Белова больше нет, занимаются бизнесом — строят крупный торговый центр. Каверин, Артур и Макс вместе с охранниками приходят осматривать объект. В этот день рабочих нет, и на стройке пустынно.
Артур замечает какого-то сварщика, самовольно пришедшего на объект, и просит Макса разобраться. Когда Макс спрашивает неизвестного, что он здесь делает, сварщик снимает защитную маску и показывает лицо — это Саша Белый. Он оглушает Макса, затем достает пистолет с глушителем, убивает Артура и трех охранников, после чего возвращается к Максу, и склонившись над его телом, достает фотографию той самой надписи с палаты Фила («Жри тварь»). Макс же только и успевает окинуть взглядом фото и переведя взгляд на Белова, сквозь зубы проговаривает свою последнюю фразу: «Ненавижу, сука». Белов без каких-либо эмоций засовывает фотографию ему в рот и добивает двумя выстрелами бывшего телохранителя. После он поднимается на второй этаж, где в это время Каверин отчитывает прораба о неудачно проделанной работе на стройке. Белов берет ведро и бросает его, отвлекая внимание, затем убивает охранника Каверина и рукой приказывает прорабу уйти в сторону. Каверин, уже понимая, что гибель неминуема, пытается оглушить Белова арматурой, но Белов обездвиживает его и убивает выстрелом в упор. Затем Белов выпускает полную обойму уже в мёртвое тело Каверина и после сбрасывает его в недостроенный бассейн, туда же бросает и пистолет. Все это Белов делает не произнося ни слова. После мести Белов жестами приказывает прорабу молчать и уходит со стройки, тем самым отомстив за смерть друзей.
В салоне автомобиля, выехавшего с Мосфильма, Белов разговаривает с Иншаковым. Смерть Белова и его семьи была инсценировкой, которую помогли осуществить каскадёры: на момент взрыва приметный «Линкольн» Космоса был пуст, сам Белов с семьёй ехал в другой машине. На вопрос Иншакова о том, уйдет ли он в подполье, Белов отвечает, что это ему не нужно, ведь он и так, по официальной версии, мёртв.
Оля и Ваня проходят паспортный контроль в аэропорту. На Оле чёрный парик, она регистрируется по американскому паспорту как гражданка США под фамилией «Лебедева». Они летят в Нью-Йорк.
Белов стоит на мосту на Воробьёвых горах. Он повторяет ту самую клятву, которую четверо друзей давали здесь друг другу в далеком 1989 году. После он разбивает часы о парапет и выбрасывает их.
В аэропорту заканчивается регистрация на рейс. Оля с сыном ждут Сашу. Но он набирает её и просит ехать без него, вместе им лететь опасно. Также он просит её избавиться от мобильного телефона, по нему могут вычислить. Саша обещает найти её через некоторое время. Муж говорит Оле, что безумно её любит. Оля, плача, садится с Ваней в самолёт. Сам Саша наблюдает за ними с балкона зала ожидания. Он останавливает попутную машину и уезжает.
Под звук одиночного выстрела начинаются финальные титры.

## В ролях

### В главных ролях
- Сергей Безруков — Александр Николаевич Белов (Саша Белый), бандит, главарь Бригады, враг Каверина, муж Ольги. Друг Космоса, Пчёлы и Фила.
- Дмитрий Дюжев — Космос Юрьевич Холмогоров (Кос), бандит, основатель «Бригады», друг Саши Белого, Фила и Пчёлы, враг Каверина. В конце 14 серии убит Максом вместе с Пчёлой.
- Павел Майков — Виктор Павлович Пчёлкин (Пчёла), бандит, член Бригады, друг Космоса, Саши Белого, Фила, враг Каверина. В конце 14 серии убит Максом вместе с Космосом.
- Владимир Вдовиченков — Валерий Константинович Филатов (Фил), бандит, телохранитель Саши Белого и его правая рука, член Бригады, друг Саши Белого, Космоса, Пчёлы, враг Каверина, бывший мастер спорта по боксу. В начале 15 серии убит Кавериным вместе с женой Тамарой.
- Екатерина Гусева — Ольга Евгеньевна Белова (Сурикова), жена Саши Белого.
- Андрей Панин — Владимир Евгеньевич Каверин (Володя-Опер), бывший старший лейтенант милиции, заклятый враг Саши Белого, главный антагонист. Убит Сашей Белым в конце 15 серии.
- Александр Высоковский — Максим Карельский (Макс), телохранитель Белова и его семьи, по совместительству — агент Каверина, экс-сотрудник спецподразделения ГРУ, экс-телохранитель Белова, предатель, враг Белова, убийца Космоса, Пчёлы и Фила с женой Тамарой (6, 8, 9, 11—15 серии). Убит Сашей Белым за предательство и убийство друзей в 15 серии.

### Второстепенные роли
Актёры перечислены в алфавитном порядке; в скобках указано, в каких сериях они появлялись.
- Сергей Апрельский — Сергей Дмитриевич Мухин (Муха), бандит, авторитет, враг Белова, двоюродный брат Каверина (1—2 серии. Во 2 серии убит Космосом, в 10 серии появляется в его воспоминаниях).
- Мария Аронова — Екатерина Николаевна, сестра Татьяны Николаевны, тётя Белова (3, 5, 7, 8, 9, 15 серии).
- Алексей Алексеев — Роман (Роберт), киллер под видом гея (12 серия).
- Олег Астахов — боец СОБРа, один из боевиков «Белой стрелы» (11—12 серии).
- Лолита Аушева — Светлана Каверина, жена Каверина (6, 8, 13 серии).
- Виталий Безруков — собачник (2 серия).
- Александр Белявский — Виктор Петрович Зорин, чиновник (8—10, 11, 13, 15 серии).
- Михаил Бочаров — понятой (2 серия).
- Александра Буданова — Анна, актриса и подруга Андрея Кордона, любовница Саши Белого (10—12 серии).
- Анатолий Вайсман — подручный Введенского (5—8, 14—15 серии).
- Валентин Варецкий — Михалыч, прораб на строительстве торгового комплекса (15 серия).
- Михаил Владимиров — человек Бека, один из убийц Джураева (7—8 серии, убит Максом в 8 серии).
- Игорь Виноградов — Иван Александрович Белов, сын Саши и Оли (13—15 серии) (род. 1993).
- Сергей Гармаш — Александр Александрович Тучков (Сан Саныч), командир СОБРа, полковник милиции; боевик «Белой стрелы» (12 серия).
- Вячеслав Гришечкин — священник (15 серия).
- Александр Гришин — Пума (2 серия).
- Дмитрий Гуменецкий — Шмидт, начальник охраны Белова (11—15 серии).
- Игорь Гусев — киллер-снайпер (9 серия).
- Юсуп Даниялов — Юсуп Абдурахманович, главный режиссёр фильма про партизан (4 серия).
- Григорий Данцигер — Антон, специалист-заика из предвыборного штаба Белова (13—14 серии).
- Александр Дедюшко — сотрудник ФСБ (15 серия).
- Владимир Довжик — юрист Белова (4 серия).
- Николай Ерёменко-младший — Юрий Ростиславович Холмогоров, член-корреспондент Академии наук СССР, отец Космоса (3—5, 10, 15 серии).
- Михаил Жигалов — Лука, вор в законе (8—9 серии, убит снайпером по заказу Каверина в 9 серии).
- Владимир Завикторин — водитель на свадьбе, предатель, «крот», человек Каверина (5 серия, убит в 5 серии).
- Александр Иншаков — камео (2, 6, 11—12, 15 серии).
- Александр Карамнов — Тимур, помощник в предвыборной кампании Белова (14 серия).
- Денис Кирис — опер (2 серия).
- Геннадий Козлов — Касьянов, капитан милиции (2 серия).
- Игорь Петров — оперативник, участник обыска в квартире Белова (2 серия).
- Олег Комаров — следователь, допрашивавший Космоса, Пчёлу и Фила (2—3 серии).
- Алексей Кравченко — Игорь Леонидович Введенский, подполковник КГБ / МБ / ФСБ (4—9, 11, 13—15 серии).
- Леонид Куравлёв — Пётр Ильич, генерал-лейтенант МВД (5—6 серии).
- Николай Лещуков — Бек (7—8 серии, убит Максом в 8 серии).
- Олег Васильков — человек Бека, один из убийц Джураева (7—8 серии, убит Максом в 8 серии).
- Михаил Лукашов — Швед, подручный Мухи (1—2 серии).
- Самад Мансуров — охранник Фарика (7—8 серии, убит в 8 серии).
- Фархад Махмудов — Фархад Гафурович Джураев (Фарик), таджикский бизнесмен, армейский друг и деловой коллега Белова (1, 6—8 серии, убит Беком и его бандой).
- Пётр Меркурьев — профессор консерватории (3—4 серии).
- Алла Мещерякова — мать Пчёлы (11, 15 серии).
- Мухаммад-Али Махмадов — Абдула-Нури, партнёр Фарика (6—8 серии).
- Игорь Мужжухин — врач, обследовавший Фила (2 серия).
- Александра Назарова — Елизавета Андреевна Сурикова, бабушка Оли (2—5, 7—8, 10, 13—15 серии).
- Ходжадурды Нарлиев — Гафур Джураев, отец Фарика (8 серия).
- Яна Николаева (Шивкова) — жена Введенского (8—9 серии).
- Виктор Павлов — Павел Викторович Пчёлкин, отец Пчёлы, ветеран Великой Отечественной войны (5, 11, 15 серии).
- Наталья Панова — Елена Елисеева, бывшая девушка Белова (1 серия, расстались из-за её измены).
- Нина Персиянинова — жена юриста (4—5 серии).
- Игорь Письменный — имиджмейкер Белова № 1 (13—14 серии).
- Дарья Повереннова — Надежда Холмогорова, жена Юрия Ростиславовича, мачеха Космоса (2—3 серии).
- Мария Порошина — Тамара Филатова, жена Фила (5, 8, 11—15 серии, в начале 15 серии убита Кавериным вместе с Филом).
- Владимир Пучков — охранник Каверина (15 серия) (убит Сашей Белым в 15 серии).
- Александр Ревенко — имиджмейкер Белова № 2 (14 серия).
- Сергей Рубеко — Петрович, подручный Каверина (7, 10 серии, убит российскими солдатами в Чечне).
- Константин Спасский — Алексей (7—8 серии).
- Павел Сиротин — директор типографии (14 серия).
- Даниил Страхов — Виталий Сухотский, джазовый музыкант, однокурсник Ольги по консерватории (3, 6 серия).
- Валентина Теличкина — Татьяна Николаевна Белова, мама Белова (1—5, 7—10 серии, умерла от инфаркта).
- Валерий Трошин — Виктор Тихонович Никитин, участковый, лейтенант милиции (2—4, 13, 15 серии).
- Снежана Синкина — подруга Лены (1 серия).
- Александр Фастовский — Пётр, человек со шрамом, сотрудник КГБ и человек Артура Лапшина (4—5 серии).
- Филипп Феоктистов — Андрей Андреевич Кордон, продюсер (10—12 серии, убит Робертом в 12 серии).
- Анна Фроловцева — хирург, оперировшая юриста Белова (4 серия).
- Ян Цапник — Артур Вениаминович Лапшин, предприниматель, бывший сосед Пчёлы (4—6, 14—15 серии, убит Сашей Белым в 15 серии).
- Светлана Чуйкина — Людмила, секретарша Лапшина / Белова (4—5, 8, 10, 14, 15 серии).

## Съёмочная группа
- Режиссёр-постановщик — Алексей Сидоров
- Сценаристы:
  - Алексей Сидоров
  - Игорь Порублев
  - Александр Велединский
- Оператор-постановщик — Юрий Райский
- Художник-постановщик — Валерий Филиппов
- Композитор — Алексей Шелыгин
- Художник по костюмам — Елена Тимошенкова
- Подбор актёров — Татьяна Пронина
- Постановщик трюков — Валерий Деркач
- Продюсеры:
  - Анатолий Сивушов
  - Александр Иншаков
  - Александр Акопов
  - Валерий Тодоровский — продюсер телеканала «Россия»

## История создания
По воспоминаниям Александра Велединского, сценарий «Бригады» они писали «во время дефолта 1998 года». Режиссёр картины Алексей Сидоров заявлял, что, хотя герои фильма не имели конкретных прототипов, вся сюжетная канва была «на 80 %» реалистичной. Создатели фильма ставили задачей осмыслить события 1990-х годов в России, и при написании сценария проводили консультации как с милицией и спецслужбами, так и с представителями криминалитета. По некоторым данным, прототипом главного героя (Саши Белого) стал главарь ореховской ОПГ Сильвестр. При этом, несмотря на слухи об этом, представители криминальных кругов не участвовали в финансировании фильма, который снимался по заказу телеканала «Россия»; в ходе съёмок к финансированию подключилось АО «Газпроминвестхолдинг».
Продюсер «Бригады» Анатолий Сивушов выделил для группы сценаристов во главе с Алексеем Сидоровым комнату на «Мосфильме». Сивушов старался не мешать «молодым талантам», лишь изредка обсуждая с ними то, что у них получается. В результате этой работы ребята посвятили Сивушову четверостишие-тост:

Даст Бог, у каннского крыльца,

Поднимем тост за Толин гений,

За «чисто крёстного отца»

Грядущих кинопоколений…

На роль Белого пробовали десятки начинающих и уже известных молодых артистов, причём типаж Безрукова сначала казался создателям неподходящим. На роль Каверина режиссёр изначально планировал пригласить Андрея Панина. После предварительной встречи Панин согласился, но назвал сумму гонорара, которая вызвала возмущение у продюсеров, так что они посоветовали Сидорову подыскать другого актёра. Тем не менее, в конечном счёте продюсеры уступили Сидорову, «подарив» ему Панина на день рождения. В первые съёмочные дни Панина даже в шутку называли «Подарком».
Работа над сериалом заняла два года, съёмочный период продлился с сентября 2000 по сентябрь 2001 года (практически в месяц снимали по одной-полторы серии), после чего несколько месяцев длился монтажный период. Большинство сцен снималось в Москве, часть сцен снята в Дубне и Талдоме (в частности, сцена боя на вокзале, которая по сюжету происходила в Чечне). В интервью Сидоров отметил, что в сериале нет ни одного компьютерного эффекта. Фильм снимался на плёнку «Супер-16». В итоге «Бригада» стала самым дорогим российским телесериалом — стоимость одной серии составляла 180 тыс. $.
Из-за жёстких требований к хронометражу серии при показе по телевидению (52 минуты) ряд сцен пришлось сократить или убрать. Это произошло в том числе и со сценами, раскрывающими мотивацию Макса Карельского, резко изменившего в конце своё отношение к Белову. При первом показе сериала многие зрители восприняли его поведение с недоумением, в связи с чем телеканал предложил при следующем показе чуть увеличить хронометраж, чтобы не возникало вопросов.
После успешного показа фильма по телевидению была смонтирована 3-часовая киноверсия, но она была впоследствии заморожена[уточнить], поскольку создатели фильма не были уверены, что им стоит «вступать в одну реку дважды».

## Вырезанные сцены
В коллекционном издании фильма на шести DVD имеется 3 небольшие сцены, не вошедшие в сериал:
- Каверин гипнотизирует Макса, который неотрывно смотрит на нож, и говорит ему, что он «отмажет» Макса от следствия и преследования чеченцев, после чего Макс забудет обо всём, что Каверин сделал для него, и будет жить своей жизнью. Однако однажды Каверин обратится к Максу, произнеся слова «Гаси облик!», и тогда Макс должен сделать всё, о чём попросит Каверин.
- После убийства друзей Белова Каверин и Лапшин беседуют, осматривая квартиру Каверина, расстрелянную из пулемёта Беловым. Лапшин интересуется, почему Каверин сразу не ликвидирует Белова. Каверин говорит, что у гуанчей на Канарских островах был обычай: чтобы наказать убийцу, казнили не его, а близкого родственника, доставляя убийце страдания.
- Белов сидит ночью один в своём особняке, он полностью подавлен после смерти своих друзей. К нему подходит Ольга, утешает его и просит быть сильным.

## Саундтрек
Музыку к фильму написал композитор Алексей Шелыгин. По словам режиссёра Алексея Сидорова, он был потрясён тем, насколько сочинённые Шелыгиным музыкальные темы совпадали с ви́дением самого Сидорова, а также насколько хорошо они укладывались в хронометраж отдельных сцен.
Официальный саундтрек был выпущен «BMG Russia» в 2003 году и имел заголовок «Бригада. Однажды в России…» (прямая аналогия с американским гангстерским фильмом «Однажды в Америке»). Он включает следующие музыкальные композиции:
1. Бригада. Пролог
2. Возвращение
3. Буги-вуги
4. Погоня
5. Клятва
6. Иллюзия свободы
7. Рок-н-ролл
8. Фарик
9. Немного любви
10. Скрипачка
11. Мама
12. Не в этой жизни
13. Action
14. Тень
15. Последний вечер
16. Болеро
17. Прощание
18. Бригада. Эпилог

В издания саундтрека включались также крылатые фразы и диалоги из фильма. На главную (одноимённую) тему фильма был сделан электронный ремикс DJ-группой «Triplex», который стал популярным, в том числе в качестве рингтона. На этот ремикс был снят видеоклип, смонтированный из кадров фильма.
В 2004 году выходила новая версия саундтрека с подзаголовком «Версия Белого». В качестве бонус-трека на неё вошли ремиксы: (Triplex Remix), (DJ Ivanov «Pan Party» Full Vox Mix) и Triplex vs. Navigator — «Lift Off!» (Vocal Mix).
Музыка из фильма завоевала несколько наград, в том числе «MTV Russia Movie Awards» и премию российской музыкальной индустрии «Рекордъ» за самый продаваемый саундтрек.
В сериале также прозвучали песни:
- Snap! — «The Power[англ.]» (флешфорвард в 1 серии, на вечеринке в 14 серии)
- Ю. Шатунов — «Белые розы» (поёт Космос в 1 серии)
- Depeche Mode — «Personal Jesus» (на дискотеке в 1 серии)
- C. C. Catch — «Cause You Are Young» (на дискотеке в 1 серии)
- Maywood — «You’re The One»
- Soft Cell — «Tainted Love»
- Wise Hand — «Manschoud»
- Женя Белоусов — «Девчонка-девчоночка» (поёт Белов в 3 серии)
- Несчастный случай — «Генералы песчаных карьеров» (поют друзья Белова на свадьбе в 5 серии)
- Михаил Шуфутинский — «Гуляй, душа!»
- Savage — «Only You»
- Ottawan — «D.I.S.C.O.»
- Squirrel Nut Zippers[англ.] — «Meant to Be»
- Петлюра — «Мне пел-нашёптывал…»
- Евгений Кемеровский — «Братва» (телевизор в квартире Введенского в 9 серии)
- Владимир Маркин — «Я готов целовать песок» (поют Белов и Никитин в 13 серии)

В сериале также звучит музыка:
- фрагмент первой части «Сюиты для лютни: канцона и танец» (композитор Владимир Вавилов);
- 24-й каприс (композитор Никколо Паганини).

## Критика
Сериал относят к числу культовых и одновременно критикуют за потенциальное негативное влияние на молодое поколение зрителей. Основные претензии, которые высказывались фильму, состоят в том, что он слишком романтизирует бандитизм и отношения между членами преступного сообщества вообще, показывая слишком привлекательные (особенно для молодёжной аудитории) образы преступников.
Ярким тому примером может послужить судьба, которая постигла Леонида Сидорова — сына режиссёра сериала, который с 8-летнего возраста содержался в интернате, поскольку родители были лишены прав на его воспитание. Будучи трудным подростком, на пике популярности «Бригады» в середине 2000-х он сколотил вокруг себя банду, члены которой внешним видом и отношениями между собой подражали главным героям сериала; для себя Леонид Сидоров выбрал образ Космоса. Поначалу занимавшаяся мелкими вымогательствами у сверстников преступная группа дошла до тяжких преступлений. В 2006 году Сидоров был осужден за угон автомобиля, а в 2008 году последовала вторая судимость — 13 лет лишения свободы за разбой, двойное убийство и изнасилование.
Кандидат юридических наук, доцент кафедры уголовного и уголовно-исполнительного права Самарского юридического института ФСИН России А. П. Ельчанинов указывает, что «Телеэкраны и кинотеатры заполонили так называемые „криминальные драмы“, воспевающие криминальный мир, воровские законы, благородных бандитов и убийц. При большой рекламной поддержке на экраны вышли сериалы: „Бригада“, „Бумер“, „Антикиллер“, „Боец“, „Бандитский Петербург“ и др. В этих же фильмах кричаще выпячивалось бессилие закона, правоохранительных органов».
Вместе с тем на протяжении всего фильма жена и знакомые постоянно порицают Сашу Белого за то, что он выбрал преступный путь. Сам финал фильма далеко не оптимистичен: всех друзей главного героя убивают, а сам Белов «уходит в подполье», сожалея о выбранном пути, из-за которого он потерял всё.
27 октября 2015 года сериал был запрещён к показу и прокату на территории Украины.
Павел Майков в 2018 году назвал «Бригаду» преступлением против России, в котором он сам участвовал, и объяснил, что вред сериала заключается в том, что из-за него «мальчики хотели стать бандитами».
С другой стороны, продюсер фильма Анатолий Сивушов отмечал, что ему приходили письма из тюрем, где «благодарили, говорили, что когда-то купались в воровской романтике, но после просмотра нашего фильма желание быть зарезанным, как Космос, отпало».

## Награды и номинации
- 2003 — Премия «ТЭФИ» в номинации «Телевизионный художественный сериал»[20].
- 2003 — Премия «Золотой орёл» в номинации «Лучший игровой телевизионный сериал»[21].
- 2004 — Сериал «Бригада» вошёл в группу европейских полуфиналистов номинации «Художественный сериал» «Emmy International» — международной премии, вручаемой за неамериканские теледостижения[22].
- 2004 — XII кинофестиваль «Виват кино России!» в Санкт-Петербурге — приз «Лучшая актриса телесериала» (Екатерина Гусева).

## Книги
В 2003 году в издательстве «Олма-Пресс» выходит серия книг «Бригада» от автора под псевдонимом Александр Белов. Авторы сценария телефильма не имеют к написанию этих книг никакого отношения. Книги с 1-й по 8-ю описывают события сериала «Бригада», книги с 9-й по 16-ю являются продолжением сериала.

## Продолжение сериала
Вопросы о продолжении сериала последовали сразу после его первого показа, однако продюсеры компании «Аватар Фильм» однозначно заявили, что продолжения не будет. Такое решение было бы вполне оправданным, учитывая, что трое из главных героев в исходном фильме погибают.
Но в 2007 году появилась информация о том, что вторая часть будет снята, однако она будет не сериалом, а полнометражным фильмом: «Это будет что-то вроде эпилога. Рассказ о том, что стало с Сашей Белым пять лет спустя» (продюсер Анатолий Сивушов). По другим данным, в «Бригаде-2» должны были развиваться те же события и в то же время, что и в первой части, однако в другой перспективе — на первый план должна была выйти личная жизнь друзей, а не криминальные разборки.
В 2003 году все четверо главных героев «Бригады» появились на экране в видеоклипе на песню Олега Газманова «Мои ясные дни» (режиссёр Ирина Миронова). По сюжету клипа трое друзей и каскадёр Иншаков в номере гостиницы пытаются посмотреть телевизор, но сосед за стеной (Газманов) мешает им, играя на гитаре. Они разрушают стену, видят Космоса и Газманова, и в итоге начинают петь песню вместе с ним.
Своеобразный «кроссовер» с Сашей Белым происходит в одном из эпизодов второго фильма Алексея Сидорова «Бой с тенью» (2005): главного героя фильма, молодого боксёра Артёма Колчина встречает Белов за рулём Ferrari 360. Он протянул ему фотографию, попросив оставить автограф для сына, который занимается боксом в США. Артём сказал Белову: «Классная тачка», а тот ответил: «Выиграешь — подарю!». С тех пор Белый не появляется ни в этом фильме, ни в его продолжениях.
В январе 2008 года стало известно, что создавать вторую часть будет продюсер Александр Иншаков, сыгравший в фильме каскадёра. Снимать фильм собиралась его кинокомпания «Каскад». В феврале 2009 года Иншаков заявил, что это будет полнометражный фильм, съёмки которого начнутся в конце лета 2009 года по сценарию Олега Роя и самого Иншакова. В продолжении не будет сниматься Сергей Безруков, а главным героем станет сын Саши Белого Иван.
Летом 2010 года кинокомпания «Independent Movies Company» в лице продюсерского центра «Triada Films», приступила к производству художественного фильма «Бригада 2». Съёмочный период — август-ноябрь 2010 года; съёмки прошли в Москве, Черногории и Нью-Йорке. На экраны фильм вышел 29 ноября 2012 года и «с треском» провалился.